# ملا محمد زمان نوش‌آبادی کاشانی
ملا محمد بن محمد زمان نوش‌آبادی کاشانی فیلسوف، متکلم، منجم، ریاضی‌دان و فقیه قرن دوازدهم هجری است. او کتاب مرآةالازمان را در رد نظریهٔ حدوت دهری میرداماد و اثبات زمان موهوم نوشته‌است. او آثار دیگری نیز در حوزهٔ فلسفه، کلام و فقه نوشته و گویا رسالهٔ دیگری نیز در اثبات زمان موهم دارد. 